# Desaparición de Nicole Morin
Nicole Morin (Toronto, 1 de abril de 1977) era una niña canadiense de 8 años de edad que desapareció en el verano de 1985, tras salir de su ático, en el edificio de apartamentos en el que vivía con sus padres en el distrito de Etobicoke (Toronto), para encontrarse con una amiga en el vestíbulo con la que había quedado para nadar. Nunca llegó y desde entonces no se sabe nada de ella. El Servicio de Policía de Toronto puso en marcha la mayor investigación sobre personas desaparecidas de su historia, formando un grupo de trabajo de 20 miembros e invirtiendo más de 25 000 horas de trabajo en seguir pistas. Nunca se han encontrado pruebas físicas para resolver la desaparición. Aunque ahora se considera un caso sin resolver, la policía y las organizaciones de menores desaparecidos siguen manteniéndolo a la vista del público en un esfuerzo por conseguir nuevas pistas.

## Primeros años
Nicole Louise Morin nació el primero de abril de 1977, siendo la única hija del matrimonio conformado por Arthur (Art) y Jeanette Morin, que se habían casado 12 años antes de su nacimiento. Morin tenía el pelo castaño y los ojos marrones. En el momento de su desaparición, medía 1,22 m. y pesaba 23 kg.
En julio de 1985, Morin vivía con su madre en un ático del piso 20 en el barrio de Etobicoke de Toronto. Su padre vivía en Mississauga. Morin estaba de vacaciones de verano en la Wellesworth Junior School, donde cursaba el tercer curso.

## Desaparición
El 30 de julio de 1985, aproximadamente a las 10:30 horas, Nicole bajó al vestíbulo de su edificio para recoger el correo. Regresó al apartamento para prepararse para una cita de natación planeada con una amiga. La piscina estaba situada en la parte trasera de su edificio. Antes de salir del apartamento, habló con su amiga por el interfono y le dijo que se reuniría con ella en el vestíbulo en breve. Salió del apartamento sobre las 11 de la mañana con un bañador de una pieza de color melocotón, una cinta para el pelo verde y zapatillas de lona rojas; llevaba una bolsa de plástico con una camiseta blanca, pantalones cortos verdes y blancos, crema bronceadora, un cepillo de pelo, una manta de color melocotón y una toalla de playa morada.
Quince minutos más tarde, la amiga llamó a su apartamento para preguntar por qué Nicole no se había reunido con ella todavía. Jeanette, la madre de Nicole, que estaba ocupada con los niños pequeños de una guardería que dirigía en su apartamento, supuso que Nicole había ido a la piscina o estaba jugando con otros niños en la parte trasera del complejo. No llamó a la policía para denunciar la desaparición de su hija hasta aproximadamente las 15 horas.

## Investigación
El primer día, la policía montó controles alrededor del edificio y puso en circulación vehículos con sistemas de megafonía para alertar a los vecinos de la descripción de la niña desaparecida. La policía llamó a todas las puertas del complejo de 429 viviendas de Morin y entró en los apartamentos aunque nadie respondiera a la llamada. Después de que una mujer que vivía en el edificio identificara a Morin a partir de una fotografía, la policía determinó que Morin había bajado por el ascensor y entrado en el vestíbulo. Sin embargo, a partir de ahí no se encontraron más pruebas sobre el paradero de Morin.
Al día siguiente, se envió a más agentes del Servicio de Policía de Toronto y una "redada policial compuesta por jinetes a caballo, unidades marítimas, helicópteros y patrullas a pie" comenzó a peinar la zona cercana a la autopista 27, que estaba en las inmediaciones del edificio de apartamentos. También se llevaron perros rastreadores para explorar los garajes subterráneos del edificio, los cuartos de servicio, los trasteros y las salas de bombas de sumidero. Un vecino recordó haber visto a una mujer rubia no identificada con un cuaderno en el piso en el que se encontraba el apartamento de Nicole, unos 45 minutos antes de la desaparición. La policía la buscó como posible testigo, pero nunca fue identificada ni se presentó nadie afirmando ser ella.
Más de 900 vecinos del barrio se unieron a la búsqueda. La recién creada organización Toronto Crime Stoppers asumió la desaparición como su primer caso significativo. Esta organización ofreció una recompensa de 1 000 dólares, imprimió carteles y produjo un vídeo con los últimos movimientos conocidos de Morin que se emitió en televisión varias semanas después. El Toronto Star imprimió 6 000 copias de un cartel con la foto de Morin y el número de teléfono de la Policía Metropolitana de Toronto. La policía de Toronto encargó tres mil copias de un boceto en acuarela de Morin que se distribuyeron en departamentos de policía, oficinas de correos y tiendas locales.
La búsqueda fue la mayor investigación de personas desaparecidas en la historia del Servicio de Policía de Toronto. La policía de Toronto formó un grupo de trabajo de 20 miembros que permaneció activo durante nueve meses, invirtiendo más de 25 000 horas de trabajo en el seguimiento de pistas. En noviembre, la policía había interrogado a unas 6 000 personas, incluidos cientos de delincuentes sexuales. Se calcula que el coste de la investigación del primer año ascendió a 1,8 millones de dólares. La policía también ofreció una recompensa de 100 000 dólares por el regreso sano y salvo de Morin.
La policía exoneró de sospecha a todos los miembros de la familia y conocidos. En el apartamento se encontró una nota inexplicable en la que Morin había escrito a lápiz unos meses antes: "Voy a desaparecer".
Aunque la policía lo desaconsejaba, Art Morin recaudó fondos para contratar a un investigador privado. También dejó su trabajo, montó una oficina y buscó pistas de su hija desaparecida en Canadá y Estados Unidos. Volvió a vivir con Jeanette tras la desaparición de Nicole, pero la pareja se separó definitivamente en 1987. Jeanette consultó con una vidente de Calgary en su propio esfuerzo por localizar a su hija.
En 2004, los investigadores de una organización belga conocida como Fondation Princesses de Croÿ et Massimo Lancellotti anunciaron que habían cotejado provisionalmente fotografías de Morin vistas en un sitio web de la policía canadiense con imágenes de un sitio web neerlandés que aboga por los niños víctimas de abusos sexuales. Mediante análisis biométricos, los investigadores afirmaron que existía un gran parecido entre Morin y un niño de una red de pedofilia de Zandvoort (Países Bajos).
A pesar de los años de investigaciones y los miles de pistas, nunca se han descubierto pruebas físicas que permitan resolver la desaparición.

## Esfuerzos posteriores
Aunque el caso se considera un caso sin resolver, la policía de Toronto y las organizaciones de menores desaparecidos siguen manteniéndolo en el punto de mira de la opinión pública en un esfuerzo por obtener nuevas pistas. Se han producido varias recreaciones en vídeo de los últimos movimientos de Morin, incluida una recreación televisiva en 2007 para GTA's Most Wanted. Para el 29.º aniversario de la desaparición en 2014, la Unidad de Vídeo de la Policía de Toronto produjo una recreación que también se proyectó en Mac's Convenience Stores de toda la provincia de Ontario.
Para el trigésimo aniversario de la desaparición en 2015, la policía de Toronto organizó una carrera de 5 km llamada Nicole's Run en el Centennial Park de Etobicoke. El evento incluyó una vigilia con velas. Además de concienciar sobre el caso, la carrera recaudó 3.000 dólares en donaciones para el Centro Canadiense para la Protección de la Infancia, que gestiona un sitio web sobre menores desaparecidos.
En 2019, en el 34 aniversario de la desaparición, la unidad de personas desaparecidas de la policía de Toronto publicó una foto de Morin mejorada con la edad que sugería el aspecto que podría tener a principios de los 40.
En 2001, Toronto Crime Stoppers difundió por Internet una fotografía de Morin con la edad de una mujer de unos 20 años a más de 1 000 programas de Crime Stoppers en 17 países. Child Find Ontario también se ha esforzado por mantener el conocimiento público del caso haciendo que la imagen de Morin, su descripción física y las fotografías con la edad aumentada aparezcan "en las pantallas electrónicas de las gasolineras Esso, en los sobres de facturación de Rogers Cable y del Canadian Imperial Bank of Commerce, en las pantallas de la Comisión de Tránsito de Toronto y en la parte trasera de los camiones de transporte". La madre de Morin, Jeanette, murió en 2007. Su padre continuó residiendo en la zona de Etobicoke.